# 辰巳琢郎の家物語〜リモデル★きらり
辰巳琢郎の家物語～リモデル★きらり（たつみたくろうのいえものがたり りもでる・きらり）は、BS朝日で放送される住宅情報番組。俳優・辰巳琢郎の冠番組。2008年10月4日～2015年9月19日に放送。2018年10月6日から放送再開した。

## 内容
- 辰巳がリフォームした住宅を訪れ、その建物を詳しく観察しながら、家族やその建物を設計した建築家などに話を聞くというもの。「渡辺篤史の建もの探訪」（BS朝日では本番組の終了直後に放送）と似た形式であるが、こちらは取材対象をリフォーム済みの住宅に絞っており、出演希望住宅（家族）の募集も行っていない。
- 辰巳は「辰巳琢郎のリフォーム夢家族」（テレビ東京、2000年10月〜2004年3月）でも、当番組と同内容のスタイルで、リフォーム住宅を訪ねて住宅内部を見ながら、そこに住む家族に話を聞く。という番組に出演していた。時間帯を移動しての後続番組「辰巳琢郎の夢リフォーム」（テレビ東京、2004年4月〜9月）にも引き続き出演したが、辰巳は番組途中で降板し、田中律子に引き継がれている。
- 毎年8月に開催される「全国高等学校野球選手権大会」の中継放送時は休止となるが、新作放送分を別の日の時間帯で放送することもある。また、年に数回ほど過去放送分の再放送が行われることもある。

## 放送時間
- 土曜12:00 - 12:30（2008年10月4日 - 2011年9月24日）
- 土曜17:00 - 17:30（2011年10月1日 - 2015年3月28日）
- 土曜16:55 - 17:25（2015年4月4日 - 2015年9月19日）
- 土曜12:00 - 12:30（2018年10月6日 - ）

## 放送リスト
※日付はBS朝日での初回放送日。

### 2008年
- 人が集う憩いの家（10月4日）
- 四季の変化を楽しむ家（10月18日）
- 親子で趣味を楽しむ家（11月1日）
- 子供の笑顔が溢れる家（11月15日）
- 収納が楽な家（11月29日）
- 人を招いてもてなす家（12月13日）

### 2009年
- パリを楽しむ都心の家（1月17日）
- マンションに通り土間の家（1月24日）
- 暖かい光がもれる和の家（2月7日）
- 家族の思い出を継ぐ家（2月21日）
- 第二の人生癒す木の家（3月7日）
- 鉄の味わい楽しむ家（3月21日）
- 子どもが喜ぶ階段の家（4月4日）
- マンションで離れを楽しむ家（4月18日）
- 美しいアーチがつなぐ家（5月2日）
- 未来の子どもに贈る家（5月16日）
- アトリエ感覚を楽しむ家（5月30日）
- 母を見守る二世帯の家（6月13日）
- 都心の古ビルを蘇らせた豪華な家（6月27日）
- 趣味を楽しむ8坪の家（7月11日）
- 古民家と蔵をつないだ美しい家（7月25日）
- 空を感じる光ると風の家（8月29日）
- 子どもたちの創造力を育む家（9月19日）
- 古民家に映える大きなテーブルの家（10月24日）
- 緑の中にライブラリーが浮かぶ家（11月21日）
- 都会で青空とプライバシーを手にした家（12月19日）

### 2010年
- 薪ストーブのある美しい家（2月6日）
- 家族の笑顔とパンの香りが似合う家（4月3日）
- 間取りとゆとりが広がる家（5月1日）
- 低コストで甦った築70年の家（6月5日）
- 気持ちのいい縁側のある家（7月3日）
- こだわりの英国スタイルを楽しむ家（7月31日）
- グリーンモデルで生まれ変わった家（9月4日）
- 間取りを逆転して明るくなった家（10月2日）
- スキップを活かして明るくなった家（11月6日）
- 2階の中庭から都心の空を取りこむ家（11月13日）
- 4世代がみんな元気になる家（12月4日）
- 温泉気分を一日中味わえる家（12月11日）

### 2011年
- スタイリッシュに甦った里山の家（1月8日）
- 比叡山を望むブリッジ玄関の家（1月22日）
- グリーンリモデル診断で健康になった小倉の家（2月5日）
- 吹き抜けが家族をつなぐ福岡の家（2月19日）
- 不思議なドアのある武蔵野の家（3月5日）
- 三角天井が連なる板橋の家（3月19日）
- 開閉できる吹き抜けが家族をいやす国立の家（4月2日）
- 狭いながらも楽しいアイデアがいっぱい、靴職人の家（4月9日）
- ヴィンテージ家具から発想した北鎌倉の家（5月7日）
- ガラスの箱が三つ並ぶ巣鴨の家（5月14日）
- マンションに自転車の部屋を作った家（6月4日）
- スカイツリーの見える廊下を斜めにつけた家（6月11日）
- 元は煎餅屋 ペンシルビルを再生した本郷の家（7月2日）
- 明るく介護できる五反田の家（7月9日）
- ワンルームに6人家族が楽しく暮らす芦花公園の家（7月30日）
- 横須賀の海を見下ろす山小屋風の家（8月19日[1]）
- 昭和を生き抜いた白い廊下の光る家（9月3日）
- そこかしこに居場所のある凹凸のヘンな家（9月10日）
- 動く壁でONとOFFをスイッチする家（10月1日）
- 三浦半島に住むあっと驚くマジシャンの家（10月22日）
- 二人のワガママをみんな詰め込んだ隅田川の見える家（11月5日）
- 新しい懐かしさを感じる松戸の家（11月12日）
- 駒沢公園のそばの三枚におろしたような家（12月3日）
- 向かい合った二部屋を一軒に仕立てた花小金井の家（12月10日）

### 2012年
- 壁構造のマンションをラフに仕上げた見通し抜群の家（1月7日）
- ウェーブした壁とDJブースのある家（1月14日）
- 出入口がいっぱい出来た横浜の白い家（2月4日）
- 六甲山の中腹のコシノヒロコさんの家（2月11日）
- ヴィンテージマンションの一室を公園に見立てた家（3月3日）
- 江戸からかみとの出会いで生まれ変わった根岸の家（3月10日）
- グリーンリモデル診断で光熱費が半減した葛城の家（4月7日）
- 古い建具を上手く活かしたビーチハウスのような家（5月5日）
- 部屋の真中に白いエレベーターがある西陣の家（5月12日）
- 大きなお風呂から坪庭を愛でる御所の隣の家（6月9日）
- 国宝のあるお寺の蔵を住まいに変えた飛騨の家（7月7日）
- 飛騨高山のカリスマ左官　挾土秀平さんの家（7月14日）
- デッキ材の大きな箱が上下左右の部屋を繋ぐ家（8月14日）
- 正面は焼き杉風　鉄骨の持ち味を活かした逗子の家（9月1日）
- 同潤会のハイカラを今に伝える堀切菖蒲園の家（9月8日）
- スマートな増築により農具倉庫を再生させた石岡の家（10月6日）
- 四つのピラミッド天井を持つツーバイフォーの家（11月3日）
- 三つの箱がしっかり支える信州飯田の明治の家（11月10日）
- 木桶の風呂が鎮座する目黒川沿いの家（12月8日）

### 2013年
- マンションの真ん中にコアを造った月島の家（1月5日）
- スパイラルルーフが光を招き個性を奏でる鎌倉の家（1月12日）
- ワンルームなのに仕事場兼用　ロンドン仕込みの松戸の家（2月9日）
- 番組をみてグリーンリモデルを決断した広島の家（3月2日）
- バブルな豪邸を低予算で改築した太田川を望む家（3月9日）
- 昭和の面影を大切に残した池上本門寺のそばの家（4月6日）
- 鉄骨造りの倉庫を終の栖にした猫にとっても快適な家（5月4日）
- アパート2戸を取り込んだ図書館のような神楽坂の家（5月11日）
- お祖父さんがリモデルを想定して建てた荻窪のRCの家（6月8日）
- 4階建てのビルを丸ごと再生 資産価値を高めた建築家の家（7月6日）
- 好みの異なる二人が設計トトロの森のそばの家（7月13日）
- お嬢ちゃんが番組出演をおねだり 田園調布の別荘風の家（8月12日）
- 元は廃墟寸前の木造アパート 下北沢のポップな家（9月17日）
- キッチンの背後にバスルーム!南麻布のワンルームの家（9月14日）
- 子供の為に田舎で暮らす乗馬クラブの中の家（10月12日）
- 京都北山の木を贅沢に使った凱旋門のような家（11月2日）
- 京町家をモダンにリモデル坪庭四つの細長い家（11月9日）
- アンティーク家具の力でぐっと質感を高めた英国風の家（12月7日）

### 2014年
- 三軒の家を一つにまとめた四世代が暮らす家（1月5日）
- 安藤忠雄の弟子が超低予算で仕上げたカジュアルな家（1月11日）
- 正円の壁で間切った美しい不思議な家（2月8日）
- 階段室をオープンした軽量鉄骨の明るい家（3月1日）
- 煙突のような吹き抜けのあるパッシブデザインの家（3月8日）
- 十文字の耐力壁が飛び出した お寺の裏山の家（4月12日）
- 二軒の町家を一つを持つにまとめた 金物屋の七代目の家（5月3日）
- 古い建具を上手く活かした 物を作りたくなる家（5月10日）
- ローコストで高級感を演出した 熱帯魚の泳ぐ家（6月7日）
- メゾネットを屋根の形の下り壁を仕切った初台の家（7月5日）
- 間口一間半 奥行き五間 廊下まである建築家夫婦の家（7月12日）
- 夢見る引き出しのある37平米 上野動物園のそばの家（8月11日）
- やもめの父が淋しくないような趣向を凝らした町田の家（9月6日）
- 吹き抜けの装飾家が楽しい鉄骨3階建ての筑波の家（9月13日）
- ボーターコリーのような外観 愛犬も喜ぶ下館の家（10月11日）
- 赤瓦とステンドグラスで甦った 昭和6年生まれの家（11月14日、同日は17:30）
- 災い転じて福となす 竜巻に直撃された栃木県茂木の家（11月15日）
- 子育て家族の向けて設定 ショールームにもなる高輪の家（12月6日）

### 2015年
- 減築で出現した玄関ポーチが世代をつなぐ 川崎の家（1月10日）
- 熱烈な番組ファンの夢を叶えた 昭和の趣きの家（1月17日）
- ご主人様はイギリス人 ギャラリーのような下馬の家（2月7日）
- 職人技が甦らせた 昭和のはじめの高円寺の家（3月7日）
- 父が建てて息子がリモデル 打ちはなしの浦和の家（3月14日）
- ミシュラン2ツ星を持つ鮨職人の白いギリシャ風の家（前後編連続、4月11日・18日）
- 馬蹄形のキッチンが真中にあるクリエーター夫婦の家（5月9日）
- アパート8戸をひとつに ピカソの絵を思わせる千葉の家（6月6日）
- 早稲田の有名な教授が設計し 教え子が甦らせた代沢の家（6月13日）
- 東京タワーをエッフェル塔に見立てた パリへの憧れに満ちた家（7月11日）
- 小さなビルに茶屋を設けた 数学者と生花の先生の家（8月22日）
- ご主人が惚れこんだ名建築を一新 子育て家族仕様の家（9月12日）
- 家具でも壁でも何でも作れる 鋳物の街の家の鉄作家の家（9月19日）

### 2018年
- 2階の床下のフトコロを最大限に活かした赤羽の家（10月6日）
- 古いマンションを一新 遊び心あふれる 皇居のそばの家（11月10日）
- 再建築不可の建物を見事に甦らせた武蔵境の家（12月8日）

### 2019年
- 息子が設計し大工の父が建てた約束の家（1月12日）
- 寅さんの地元で蔵を住まいに 文化財に登録された家（2月9日）
- 切り絵とパンのアトリエのある たった7坪の中野の家（3月9日）
- 娘婿は建築家　孫達が遊びに来たくなる埼玉の家（4月13日）
- 山男に山女　ベースキャンプのような調布の家（5月11日）
- 奥渋の空き家を見事に再生 ヘアピンカーブを見守る家（6月8日）
- 元はダンス教室　郷里の母を呼び寄せた向島の家（7月6日）
- 和本を商い３３０年 １３代目の江古田の家（8月24日）
- 資産価値ゼロの建物が復活 アロマサロンを開いた大泉の家（9月7日）
- 命をつないだハーブに包まれ　和カフェも営む蕨の家（10月12日）
- 猫アレルギーの猫好きが猫と共生する練馬の家（11月9日）
- バスタブがお出迎え　扉をとっぱらった建築家夫妻の家（12月7日）

### 2020年
- ど真ん中を土間風のリビングとして使う　祖母が愛した家（1月11日）
- アメリカンテイストと古民家が意外とイケてる厚木の家（2月8日）
- タワーマンションをリゾート風に 海外駐在の経験を詰め込んだ家（3月7日）
- デビュー作を自ら改修　２０代の履歴を残した東十条の家（4月11日）
- ニューノーマルの暮らしを先取りした武蔵小杉の家（6月27日）
- プレゼン上手な夫が設計　専用庭が輝く大倉山の家（7月25日）
- 南側の20ｍの窓を活かした1人暮らしの建築家の家（8月29日）
- 趣味の料理をお仕事に　ホームパーティー仕様の九品仏の家（9月12日）
- 奥様はボイストレーナー　緑道を活かした武蔵野の家（9月26日）
- 23区内に格安の2階建て　古いのに暖かい借地の家（10月31日）
- A面/B面のアイデアで　うっかりミスを長所に変えた家（11月28日）
- 祖父のカクテルバーを受け継いだ世田谷線沿いの家（12月26日）

### 2021年
- 古いビルを上手にゲットし　甦らせた日本橋人形町の家（1月30日）
- 夫婦揃って大手ゼネコン　細部にこだわる世田谷の家（3月20日）
- 建物の真ん中に外があるピアニストの伯母から託された家（3月27日）
- 十文字の光が運気を呼び込む　湯島天神前の家（4月24日）
- 間取りを変えずにここまで！？　IoTと大谷石の家（5月29日）
- 朽ち果てる寸前に再生した　鎌倉のラスティックな家（6月26日）
- アパート三部屋をぶち抜いたトルソーのある懐かしい家（7月31日）
- 開放的なおこもりスペースが2つある 多摩川沿いの家（9月18日）
- 米寿を前にリモデルを決意 老化防止の廊下のある家（9月25日）
- 古いビルにペントハウスを実現 インダストリアルな麻布の家（10月30日）
- 宙に浮かんで見える本棚で思考も漂う神楽坂の家（11月27日）
- コンパクトでも快適！収納アイデア満載の４６㎡の家（12月25日）

### 2022年
- 廃墟になりかけた生家をモダンに再生した名古屋の家（1月29日）
- 父が建てた母屋に娘夫婦の小屋を乗っけた四日市の家（2月26日）
- 兄の為に一肌脱いで設計　ラフさが心地よい芦花公園の家（3月19日）
- ど真ん中に洞窟を設計　右脳と左脳が切り替わる賃貸の家（3月26日）
- 関東大震災の復興住宅を　カフェっぽく甦らせた深川の家（4月30日）
- 何でもありの九龍城がモチーフ　横浜の丘の上の家（5月28日）